# Stygian Crown
Stygian Crown ist eine 2018 gegründete Epic-Doom-Band.

## Geschichte
Stygian Crown wurde 2018 von dem Schlagzeuger der aufgelösten Gothic-Metal-Band Morgion Rhett Davis mit dem Gitarristen Nelson Miranda und dem Bassisten Jason Thomas gegründet. Mit beiden spielte Davis zu dieser Zeit in der Extreme-Metal-Band Gravehill. Als weiteres Mitglied zog David Andy Hicks von Morbid Eclipse als zweiten Gitarristen hinzu. Bob Kassing, langjähriger Freund von Davis zeigte diesem ein YouTube-Video der Sängerin Melissa Pinion, die das Iron-Maiden-Stück Hallowed be thy Name sang, woraufhin ebenfalls Pinion von Davis in die Band geladen wurde. Pinion sang über bestehende Aufnahmen, womit das Demo Through Divine Rite fertiggestellt wurde. Das Demo umfasste drei Titel und zog zügig Kreise. Auf Anraten des ehemaligen Agalloch-Schlagzeugers Aesop Dekker kontaktierte die Band Cruz del Sur Music. Das italienische Label nahm Stygian Crown unter Vertrag und ermöglichte die Aufnahme des selbstbetitelten Debüts. Das Schlagzeug wurde in den Trench Studios mit John Haddad aufgenommen, Gitarren, Bass und Gesang in Pinions Heimstudio. Die Abmischung und das Mastering übernahm Mark Kelson von The Eternal in den Kelsonic Studios. Stygian Crown erschien am 26. Juni 2020 über Cruz del Sur Music. Die internationale Resonanz auf das Debüt war überwiegend positiv.
Im Februar 2024 folgte mit Funeral for a King das zweite Album der Band. Die Aufnahmen fanden im Sommer 2023 in unterschiedlichen Studios statt. Das Schlagzeug wurde im Juli des Jahres, wie zuvor in den Trench Studios, mit John Haddad aufgenommen. Gitarren, Bass und Gesang im August Heimstudio von Nelson Tomas Miranda in Lawndale und der Gesang in Pinions Heimstudio in Highland im August 2023. Die als Gastinstrument eingebrachte Violine im Rullian Studios in Redlands im Juli und August und weitere Gastbeiträge im September des Jahres in den Lucidity Studios in Melbourne. Im gleichen Studio wurde das Album von Mark Kelson abgemischt. Das Mastering übernahm  Charles Elliot im Studio Taste Maker Audio in Los Angeles im Oktober des Jahres. Zur Veröffentlichung kooperierte die Band erneut mit Cruz del Sur Music.

## Stil
Der von Stygian Crown gespielte Stil wird dem Epic Doom zugerechnet. Dabei werden der Band Einflüsse aus der NWoBHM und dem Death Metal zugesprochen.  Auch Sängerin Pinion beschreibt den Klang des Debüts als „Mischung aus Gruppen wie Black Sabbath, Candlemass und Solitude Aeturnus, wobei [ein] aggressiver Gitarrenklang von den Death-Metal-Einflüssen der Mitglieder“ herrühre. Davis verwies dabei explizit auf Bolt Thrower. Dieser Crossover wurde von Davis als „Candlethower“ bezeichnet, um die Idee zu verdeutlichen, mit der Musik die Ansätze von Candlemass und Bolt Thrower zusammenzubringen und um Pinions Gesang und den Einsatz des Synthesizers zu erweitern. Rezensenten sehen den Einfluss durch Bolt Thrower auf wenige Instrumentalpassagen begrenzt. Musikalisch sei der Epic Doom dominierend. Dieser würde „mit viel Melodie und dramatischem Klar-Gesang“ präsentiert, der in Klang und Stil nah an jenem des Candlemass-Sängers Messiah Marcolin läge. Auch die Selbstbeschreibung als Epic Death Doom wird in Besprechungen kritisiert, die Musik befände sich sprichwörtlich „maximal mit dem kleinen Zehe eines Fußes im Death-Doom-Bereich. Die Härte [sei] da, der einprägsame Gesang von Melissa Pinion [habe] aber mit langsamem Tod überhaupt nichts zu tun.“
Die Songtexte befassen sich mit der Mythologie, den Sagen und der Historie des Altertums.

## Diskografie
- 2018: Through Divine Rite (Demo, Selbstverlag)
- 2020: Stygian Crown (Album, Cruz del Sur Music)
- 2024: Funeral for a King (Album, Cruz del Sur Music)